# Svetlana Tripapina
Svetlana Tripapina –en ruso, Светлана Трипапина– (19 de febrero de 1994) es una deportista rusa que compite en esgrima, especialista en la modalidad de florete.
Ganó una medalla de bronce en el Campeonato Mundial de Esgrima de 2017 y dos medallas de plata en el Campeonato Europeo de Esgrima, en los años 2017 y 2018.

## Palmarés internacional
| Campeonato Mundial | Campeonato Mundial | Campeonato Mundial | Campeonato Mundial  |
| Año                | Lugar              | Medalla            | Prueba              |
| ------------------ | ------------------ | ------------------ | ------------------- |
| 2017               | Leipzig (Alemania) | Medalla de bronce  | Florete por equipos |
| Campeonato Europeo |                    |                    |                     |
| Año                | Lugar              | Medalla            | Prueba              |
| 2017               | Tiflis (Georgia)   | Medalla de plata   | Florete por equipos |
| 2018               | Novi Sad (Serbia)  | Medalla de plata   | Florete por equipos |